# 张之霖
张之霖（1875年—1945年）字泽生，云南省大姚县石羊镇人。清朝及中华民国官员、实业家。

## 生平
1898年，张之霖师从姚州甘季贤学习。1899年入廪，1901年中举人。1902年，姚安甘幼卿创办纺织业，准备向白盐井进行推广，乃同张之霖联系，令张家人到姚安学习纺织，后来成立了白盐井“务本局”发展土布手工纺织。1907年，张之霖在昆明作为举人入云南法政学堂讲学科，一年半后毕业。1908年，任云南谘议局议员，不久作为云南省代表任资政院议员，赴北京就任。
1911年，张之霖回到昆明。辛亥革命后，云南省临时参议会成立，张之霖当选云南省临时参议会议员，并任临安府知府兼建水县知事，任内大力扫平地方匪患。1914年9月到1918年12月，任云南省第一届参议会副议长、代理议长，兼富滇银行协理。
1916年，张之霖帮盐丰县知事郭熙编纂《盐丰县志》，共用5年完成，张之霖还集资创办了开智印刷公司，印制出版《盐丰县志》。1920年，张之霖卸任，改任元永井一等场知事，参与一平浪盐矿开发。1922年起，任东川矿业公司协理。1928年，白井盐灶在生产上遇到困难，张之霖向云南省盐政当局要求救济。1931年，任东川矿业公司在昆矿业银号经理，创办了自来水厂、耀龙电力公司、戏院、糖厂、火柴厂等实业。1939年，矿业银号改组为矿业银行，张之霖当选常务董事，任职至1942年。1943年，张之霖任盐丰县（今属大姚县）参议会议长。晚年，张之霖居住在石羊镇。
1945年，张之霖病逝，享年70岁。